# منى شداد
منى شداد (15 مارس 1978 -)، ممثلة كويتية.

## عن حياتها
حاصلة على شهادة البكالوريوس من «المعهد العالي للفنون الموسيقية» في الكويت، كما حصلت على دورات في التمثيل من «المعهد العالي للفنون المسرحية». بدأت العمل الفني بعام 1987 وهي بسن صغيرة وذلك بأدوار صغيرة واستمرت بالتمثيل بعد ذلك حتى وصلت لأدوار البطولة. وهي شقيقة الممثلة مشاعل شداد.

### تقديم البرامج
شاركت وهي صغيرة في تقديم برنامج «مجلة الأطفال» الذي كان يعرض على تلفزيون الكويت. وأيضًا في عام 1996 قامت بتقديم برنامج على تلفزيون الكويت بعنوان «أحلى صباح 96». كما شاركت في أكتوبر من عام 2008 الفنان طارق العلي بتقديم برنامج «موعد على العشاء» والذي عرض على قناة الراي. كما شاركت في عامي 2009 و2010 بتقديم البرنامج الإذاعي «الديوانية» على محطة مارينا إف أم، كما شاركت ببداية عام 2011 بتقديم برنامج «ديوانية حوا» على ذات المحطة. وفي عام 2012 قامت بتقديم برنامج المسابقات «الصوغة» والذي عرض على قناة فنون.
كما شاركت بتقديم مسابقات التراثي «النيرة» على تلفزيون الكويت

### شفائها من السرطان
أصيبت في عام 2010 بأورام سرطانية قامت باستئصالها في ألمانيا وشفيت منها.

## أعمالها

### في التلفزيون
| سنه الإنتاج | اسم المسلسل                                           | بمشاركة |
| ----------- | ----------------------------------------------------- | --- |
| 1992        | الملقوفة                                              | حياة الفهد، من مصر سناء يونس، محمد المنصور، عبد الرحمن العقل |
| 1992        | مسابقات رمضان                                         | محمد المنصور، علي جمعة، مشاعل شداد |
| 1992        | طيف السلام                                            | علي المفيدي، جاسم النبهان، عبد الرحمن العقل، إبراهيم الحربي، أنوار أحمد، عبد الناصر الزاير                                                                             |
| 1993        | مرآه الزمان                                           | غانم الصالح، أحمد الصالح، إبراهيم الحربي، جاسم النبهان، باسمة حمادة |
| 1993        | مسابقات رمضان                                         | جاسم النبهان، محمد الرشيد، أنوار أحمد |
| 1993        | كوكتيل - برنامج كوميدي                                | انتصار الشراح، داوود حسين |
| 1994        | عيال قرية                                             | غانم الصالح، علي المفيدي، انتصار الشراح، جمال الردهان |
| 1994        | العقاب                                                | سعد الفرج، مريم الصالح، غانم الصالح، ولد الديرة، أنوار أحمد، لطيفة المجرن                                                                                              |
| 1994        | بو متيح يوش متيح يطش                                  | غانم الصالح، مريم الغضبان، عبد الرحمن العقل، محمد جابر، أحلام حسن |
| 1994        | عبد الله البري وعبد الله البحري                       | عبد الرحمن العقل، باسمة حمادة، أحمد جوهر، علي جمعة، محمد العجيمي |
| 1995        | شحيت ومحيت                                            | داوود حسين، علي جمعة، عبد الناصر درويش، حسن البلام، علي سلطان |
| 1995        | مسابقات رمضان - الصواية أم عوينة                      | أحمد الصالح، محمد السريع، طارق العلي، سماح |
| 1996        | دلق سهيل (جزئين)، الجزء الثاني عام 1997               | أحمد الصالح، علي المفيدي، عبد الرحمن العقل، داوود حسين، أحمد جوهر، محمد حسن، منى عبد المجيد                                                                            |
| 1998        | باحث في الديرة                                        | من مصر سناء يونس، خليل إسماعيل، أحمد السلمان، محمد العجيمي |
| 1998        | دارت الأيام                                           | محمد المنصور، حسين المنصور، زهرة الخرجي، طيف، فاطمة الحوسني، مشاري البلام، أحلام حسن، هبة الدري                                                                        |
| 1998        | إيقاع مختلف - سهرة تلفزيونية                          | جاسم النبهان، عبد الإمام عبد الله، هدى حمادة، جاسم الصالح، هبة الدري                                                                                                   |
| 1999        | الدردور                                               | حياة الفهد، غانم الصالح، إبراهيم الصلال، أحمد الصالح، مريم الصالح، فرح علي، عبد الإمام عبد الله                                                                        |
| 1999        | حكايات كويتية                                         | إبراهيم الحربي، هدى الخطيب، باسمة حمادة، جمال الردهان |
| 2000        | سوق المقاصيص                                          | عبد الحسين عبد الرضا، سعد الفرج، حياة الفهد، إبراهيم الصلال، علي المفيدي                                                                                               |
| 2000        | الاختيار                                              | جاسم النبهان، عبد الرحمن العقل، خالد العبيد، زهرة الخرجي، زهرة عرفات                                                                                                   |
| 2000        | قطعة 13                                               | داوود حسين، صالح الباوي، عبير الجندي |
| 2000        | خطوات على الجليد                                      | جمال الردهان، عبد الإمام عبد الله، محمد العجيمي، طيف، فرح علي، سماح، محمد الرشيد، زهرة عرفات                                                                           |
| 2001        | الحب يأتي متأخرا                                      | أحمد الصالح، أحلام محمد، إبراهيم الحربي، خالد أمين، فرح علي |
| 2001        | جرح الزمن                                             | حياة الفهد، إبراهيم الصلال، عبد العزيز جاسم، زهرة الخرجي، أحمد السلمان، مشاري البلام، عبير أحمد                                                                        |
| 2001        | عد وإغلط                                              | حياة الفهد، إبراهيم الصلال، بكر الشدي، زينب العسكري، فايز المالكي |
| 2002        | نورة                                                  | هيفاء عادل، عبد العزيز جاسم، زينب العسكري، منى عبد المجيد٠ فايز المالكي                                                                                                |
| 2002        | العضب                                                 | عبد الرحمن العقل، أحمد الصالح، غانم الصالح، علي المفيدي، أحمد جوهر |
| 2002        | عائلة أبيض وأسود                                      | غانم الصالح، انتصار الشراح، أحمد السلمان، محمد العجيمي، إلهام الفضالة                                                                                                  |
| 2002        | الشريب بزة                                            | حياة الفهد، خالد النفيسي، علي المفيدي، خالد العبيد، عبد الإمام عبد الله، زهرة الخرجي                                                                                   |
| 2002        | حكم البشر                                             | سعاد عبد الله، عبد العزيز جاسم، سميرة أحمد، هدى الخطيب، هيفاء حسين، غازي حسين، ناصر محمد                                                                               |
| 2002        | لعبة القدر                                            | علي المفيدي، جاسم النبهان، أسمهان توفيق، محمد العجيمي، زهرة عرفات، فرح علي، عبد الناصر الزاير                                                                          |
| 2003        | زحف العقارب                                           | عبد العزيز جاسم، جمال الردهان، زهرة الخرجي، ليلى السلمان |
| 2003        | بيتنا الكبير                                          | حسين المنصور، عبد المحسن النمر، باسمة حمادة، فخرية خميس، عبد الإمام عبد الله                                                                                           |
| 2003        | درب المحبة                                            | عبد العزيز جاسم، من سوريا مرح جبر، فاطمة الحوسني، فايز المالكي، لمياء طارق                                                                                             |
| 2003        | وفاء                                                  | هيفاء عادل، إبراهيم الحربي، أسمهان توفيق، فايز المالكي |
| 2003        | مر السنين                                             | جاسم النبهان، انتصار الشراح، محمد العجيمي، لطيفة المجرن، فاطمة عبد الرحيم                                                                                              |
| 2003        | حياتي                                                 | هدى حسين، أحمد الصالح، عبد الرحمن العقل، أسمهان توفيق، عبير الجندي، يلدا                                                                                               |
| 2003        | يا خوي                                                | سعاد عبد الله، سليمان الياسين، أسمهان توفيق، عبد المحسن النمر، حسن البلام، بدرية أحمد                                                                                  |
| 2004        | قرقيعان 2 - برنامج                                    | داوود حسين، عبد الناصر درويش، حسن البلام |
| 2004        | بيت العائلة                                           | إبراهيم الصلال، جاسم النبهان، هدى حسين، أسمهان توفيق، جمال الردهان، أحمد مساعد                                                                                         |
| 2004        | بعد الشتات                                            | سعاد عبد الله، عبد العزيز جاسم، لطيفة المجرن، زهرة عرفات، بدرية أحمد، من مصر محمد وفيق                                                                                 |
| 2004        | الشقردي                                               | جمال الردهان، هدى حسين، أحمد الصالح، هيا الشعيبي |
| 2004        | خذ وخل                                                | هيا الشعيبي، راشد الشمراني، فهد الحيان، بشير الغنيم، عبير أحمد، حبيب الحبيب                                                                                            |
| 2005        | عليك سعيد ومبارك                                      | أحمد الصالح، عبد الرحمن العقل، هدى حسين، زينب العسكري، سعاد علي، لطيفة المجرن، هيا الشعيبي                                                                             |
| 2005        | عذاري                                                 | زينب العسكري، أحمد السلمان، مشعل الجاسر |
| 2005        | الدريشة                                               | سميرة أحمد، أحمد الجسمي، عبد المحسن النمر، شيماء سبت، ملاك |
| 2005        | سوالف دنيا                                            | غانم السليطي، غانم الصالح، عبد الإمام عبد الله، هدية سعيد، هيفاء حسين                                                                                                  |
| 2006        | فضفضة                                                 | عبد الرحمن العقل، محمد العجيمي، حسن البلام |
| 2006        | زارع المشموم                                          | أحمد السلمان، عبد الناصر درويش، حسن البلام |
| 2006        | الفرية                                                | حياة الفهد، صلاح الملا، مريم الصالح، فخرية خميس، خالد البريكي، هند البلوشي                                                                                             |
| 2006        | جمرة غضى                                              | جابر نغموش، عبد العزيز جاسم، سميرة أحمد |
| 2007        | عيال الفقر                                            | سعد الفرج، حياة الفهد، إبراهيم الصلال، عبد العزيز جاسم، هدى الخطيب |
| 2007        | الأخ صالحة                                            | حياة الفهد، إبراهيم الصلال، جمال الردهان، محمد الصيرفي |
| 2007        | الخراز                                                | غانم الصالح، حياة الفهد، علي جمعة، محمد جابر، هبة الدري |
| 2008        | اليرام                                                | فخرية خميس، سعود الدرمكي، جمعان الرويعي، فاطمة عبد الرحيم |
| 2008        | جدار الصمت                                            | صلاح الملا، يلدا، ناصر محمد، أميرة محمد، وفاء مكي |
| 2008        | عيال بو سالم                                          | غانم الصالح، محمد جابر، عبد الرحمن العقل، محمود بوشهري، سعاد علي، ملاك                                                                                                 |
| 2008        | الداية                                                | حياة الفهد، محمد جابر، محمد المنيع، باسمة حمادة، سعاد علي، خالد البريكي                                                                                                |
| 2009        | غطاية وغناية - برنامج                                 | صلاح حمد خليفة |
| 2009        | قلوب حائرة                                            | هدى الخطيب، علي جمعة، سلمى سالم |
| 2009        | عيال بحر                                              | عبد المحسن النمر، أميرة محمد، لطيفة المجرن، سعاد علي، علي السبع |
| 2009        | نور عيني                                              | أحمد الصالح، جاسم النبهان، عبد العزيز المسلم، حسين المنصور، عبد الإمام عبد الله، زينة كرم                                                                              |
| 2009        | عمر الشقا                                             | حياة الفهد، أحمد السلمان، محمد جابر، طيف، محمود بوشهري |
| 2009        | دمعة يتيم                                             | حياة الفهد، علي جمعة، صلاح الملا، سعاد علي، يعقوب عبد الله، هند البلوشي، مرام                                                                                          |
| 2009        | عيني عينك 2 - برنامج                                  | مجموعة من الممثلين |
| 2010        | عواطف                                                 | حياة الفهد، عبد الرحمن العقل، علي البريكي، مرام |
| 2010        | السندباد بن حارب                                      | محمد جابر، عبد الإمام عبد الله، مشعل الجاسر |
| 2010        | المنقسي                                               | غانم الصالح، عبد الرحمن العقل، أحمد جوهر، مرام، أحمد إيراج |
| 2010        | زمن مريان                                             | طارق العلي، جمال الردهان، محمد العجيمي، هند البلوشي |
| 2010        | عيني عينك 3 - برنامج                                  | مجموعة من الممثلين |
| 2011        | كل يوم سالفة                                          | عبد الرحمن العقل، مشاري البلام، هبة الدري، هيا الشعيبي، مشعل الجاسر |
| 2011        | العضيد                                                | سعد الفرج، منصور المنصور، عبد العزيز المسلم، عبد الإمام عبد الله، شيماء علي، ليلى السلمان                                                                              |
| 2011        | عيني عينك 4 - برنامج                                  | مجموعة من الممثلين |
| 2011        | الفلته - ثلاث أجزاء، الثاني عام 2012 والثالث عام 2014 | طارق العلي، شهاب حاجيه |
| 2011        | سعيد الحظ                                             | عبد الناصر درويش، محمد العيسى، سلمى سالم |
| 2011        | أخبار البطاطا - برنامج                                | |
| 2011        | سليم ودستة حريم                                       | حسن عسيري، عبير أحمد، حبيب الحبيب |
| 2011        | المزواج - الجزء الثاني                                | محمد الصيرفي |
| 2012        | الحب المستحيل - حلقات منفصلة                          | مجموعة من الممثلين |
| 2012        | الثمن                                                 | عبد العزيز المسلم، صلاح الملا، مشاري البلام، لمياء طارق، شيماء علي |
| 2012        | طاح الجمل                                             | أحمد السلمان، انتصار الشراح، شيماء علي، سعاد علي، محمد طاحون |
| 2012        | خادمة القوم                                           | جاسم النبهان، هدى حسين، انتصار الشراح، حسن البلام، خالد البريكي |
| 2012        | حلفت عمري                                             | مريم الصالح، هدى حسين، غازي حسين، عبد المحسن القفاص |
| 2012        | عيني عينك 5 - برنامج                                  | مجموعة من الممثلين |
| 2013        | محال                                                  | جاسم النبهان، أحمد السلمان، شهد الياسين، محمود بوشهري |
| 2013        | نهاية غرام                                            | عبد الرحمن العقل، حسين المنصور، إلهام الفضالة، طيف، سلمى سالم، فاطمة الصفي، أحمد إيراج، عبد الله بوشهري                                                                |
| 2013        | الملافع                                               | محمد المنصور، عبد الرحمن العقل، عبد الإمام عبد الله، جاسم النبهان، زهرة عرفات، مشاري البلام                                                                            |
| 2013        | أهل البلد                                             | محمد حمزة، محمد الحجي |
| 2013        | الحلال والحرام                                        | عبدالعزيز جاسم، جيني اسبر، غازي حسين، أمل العوضي، محمد الرمضان |
| 2014        | تذكرة داوود                                           | داوود حسين، علي جمعة |
| 2014        | واي فاي 3 - برنامج كوميدي                             | هيا الشعيبي، حبيب الحبيب، أسعد الزهراني |
| 2014        | الفلتة 3                                              | حبيب الحبيب، ميثم بدر، نورا العميري، هاني الطباخ، سعود الشويعي، سلطان العلي، مبارك المانع                                                                              |
| 2015        | أبو الحريم- مسلسل إذاعي                               | داوود حسين، هدى حسين، جمال الردهان، عبير الجندي، فيصل فريد، حمد ناصر، فوزية عزت، خالد المفيدي، حسين المفيدي                                                            |
| 2015        | تورا بورا                                             | سعد الفرج، أحمد الصالح، جاسم النبهان، خالد أمين، أسمهان توفيق، سعاد علي، فيصل العميري، مرام البلوشي                                                                    |
| 2015        | منا وفينا                                             | عبد الله السدحان، محمد العيسى |
| 2015        | عندما يزهر الخريف 2                                   | باسمة حمادة، محمد الحجي، صلاح الملا |
| 2015        | بنات الروضة                                           | سعاد علي، إلهام الفضالة، هيا الشعيبي، أمل عباس، أحمد العونان |
| 2015        | أمنا رويحة الجنة (ضيفة شرف)                           | سعاد عبدالله، يعقوب عبدالله، هبة الدري، هند البلوشي، فاطمة الصفي، حسين المهدي                                                                                          |
| 2016        | دكان بونواف                                           | جمال الردهان، محمد دشتي، بشار الجراف، أماني البلوشي، أحمد الجناعي، أحمد العونان، بسمة سلطان                                                                            |
| 2016        | المحتالة                                              | هدى حسين، عبد الرحمن العقل، سحر حسين، هيا الشعيبي، مرام، حلا، أبرار سبت                                                                                                |
| 2016        | حزاوينا خليجية                                        | لطيفة المجرن، في الشرقاوي، أمين الصايغ،شيماء سبت، علي الغرير، شفيقة يوسف، سعاد علي، مرعي الحليان، سعيد قريش، بشير الغنيم، شذى سبت، أميرة محمد، سمير الناصر، يوسف بهلول |
| 2016        | أحمدوه -مسلسل إذاعي                                   | طارق العلي، أحمد السلمان، أسامة المزيعل، خالد مظفر |
| 2016        | حكايات: الحوش                                         | باسمة حمادة، إبراهيم الحساوي، فاطمة الصفي، علي كاكولي، حمد أشكناني |
| 2016        | الدعلة                                                | عبدالرحمن العقل، هدى الخطيب، عبد الله الحمادي، محمد عابدين، سعد كنعان، فرحان العلي، عيسى ذياب                                                                          |
| 2017        | إقبال يوم أقبلت                                       | هدى حسين، صلاح الملا |
| 2017        | غرابيب سود                                            | راشد الشمراني، دينا، ديمة الجندي، فاتن شاهين، محمود بوشهري، مرام البلوشي، إيمان عبدالعزيز، أسيل عمران                                                                  |
| 2017        | كان في كل زمان                                        | سعاد عبدالله، جاسم النبهان، صلاح الملا، سليمان الياسين، إلهام الفضالة، شجون، يعقوب عبدالله                                                                             |
| 2017        | عودة جحا- مسلسل إذاعي                                 | طارق العلي، سعاد علي، محمد العلوي، خالد المفيدي، غادة السني، منال الجار الله، يوسف الحشاش                                                                              |
| 2018        | واحد مهم                                              | طارق العلي، فخرية خميس، عبدالله الخضر، خالد المظفر، إنتصار الشراح، محمد الصيرفي، وليد الضاعن                                                                           |
| 2018        | حبيبي حياتي                                           | حسن البلام، انتصار الشراح، منى شداد، أحمد العونان |
| 2019        | هلي وناسي                                             | سحر حسين، صلاح الملا ، غاده الزدجالي ، منى شداد |
| 2020        | العمر مرة                                             | أسمهان توفيق، صلاح الملا ، ناصر محمد، منى شداد |

### من المسرحيات
| سنة الإنتاج | المسرحية                 | بمشاركة                                                                                          |
| ----------- | ------------------------ | ------------------------------------------------------------------------------------------------ |
| 1988        | السمكة والصياد           | جاسم النبهان، على جمعة، أحلام حسن، مشاعل شداد، جاسم عباس، عبد المحسن السهيل                      |
| 1991        | رحلة الأرنب الجوعان      | عبدالناصر درويش، محمد العجيمي، هاني الرفاعي، مشاعل شداد، نوف شداد                                |
| 1991        | أبطال السلاحف            | عبد الرحمن العقل، محمد جابر، عبد الناصر درويش، جمال الردهان، سماح                                |
| 1992        | كشمش                     | طارق العلي، أحمد جوهر، زهرة الخرجي، عبد الناصر الزاير، شعبان عباس                                |
| 1994        | على قشر موز              | عبد الله الحبيل، طيبة الفرج، أحلام حسن                                                           |
| 1994        | كينغ كونغ والسلاحف       | عبد الرحمن العقل، محمد جابر، محمد العجيمي، عبد الناصر درويش                                      |
| 1995        | بيب بيب والذيب           | داوود حسين، عبد الناصر درويش، محمد العجيمي                                                       |
| 1995        | سيمبا لاين كنج           | خالد العبيد، محمد العجيمي، خالد بن حسين، رشا مصطفى                                               |
| 1996        | الساحر حمدان             | طارق العلي، مشاعل شداد، سعود الشويعي                                                             |
| 1997        | جنون البشر               | سعد الفرج، سعاد عبد الله، خالد النفيسي، مريم الصالح، محمد المنصور، إبراهيم الصلال                |
| 1997        | صح لسانك                 | طارق العلي، زهرة الخرجي، شعبان عباس، منى عبد المجيد، حسن البلام                                  |
| 1998        | الحكومة أبخص             | غانم الصالح، عبد الرحمن العقل، محمد جابر، أحمد جوهر                                              |
| 1999        | زورو وتويتي              | شجون، هبة سليمان، مبارك سلطان، حسن إبراهيم، خالد الحداد، بشار علي سلطان                          |
| 1999        | اللي يدري يدري           | طارق العلي، فضيلة المبشر، شعبان عباس، منى عبد المجيد                                             |
| 2000        | الناي العجيب             | شعبان عباس، نادر الحساوي، سماح، محمد الرشيد                                                      |
| 2001        | دلع البنات               | زهرة الخرجي، مشاري البلام، محمد الرشيد                                                           |
| 2002        | يا أنا يا البنات         | عبد الرحمن العقل، زهرة الخرجي، محمد العجيمي، منى عبد المجيد                                      |
| 2003        | عنتر بعد التجميل         | سمير القلاف، عبدالمحسن النمر، محمد العجمي، لمياء طارق، سعود الشويعي، زينب العسكري                |
| 2004        | حب في الفلوجة            | علي المفيدي، ولد الديرة، زينب العسكري، أحمد إيراج                                                |
| 2005        | هوامير الأسهم            | عبدالعزيز الجاسم، هيا الشعيبي، هيفاء حسين، عبدالناصر درويش، هلال محمد، صلاح الملا                |
| 2007        | شران شرون                | داوود حسين، مبارك سلطان، حسين المهدي                                                             |
| 2008        | مسيار كووم               | أمينة القفاص، العنود حسين                                                                        |
| 2009        | انفلونزا الهوامير        | سعاد علي، شيماء سبت، سناء صالح، إيمان البلوشي، سالم سلطان، نجوى الكبيسي، عبد الله بحر، وليد خالد |
| 2010        | abcd                     | شهاب جوهر، يلدا، عبد الله بهمن                                                                   |
| 2011        | إحنا عيالها              | سعاد علي، فاطمة عبد الرحيم، ابتسام عبد الله                                                      |
| 2012        | مواطن بالمقلوب           | جاسم الأنصاري، خالد العجيرب، ماغي مطران                                                          |
| 2012        | وين ما نطقها عوية        | سعاد علي، علي الغرير                                                                             |
| 2012        | وبعدين (عروض عيد الأضحى) | داوود حسين، طلعت زكريا                                                                           |
| 2013        | بتشاهي                   | داوود حسين، محمد الحملي، خالد البريكي، نور الغندور، عبدالله الزيد                                |
| 2014        | سافانا                   | مروة ابن صغير، نورة العميري، محمد الحملي، زينب خان، يوسف الحشاش                                  |
| 2014        | البومة                   | عبدالرحمن العقل، شوق، هبة الدري، سلطان الفرج، مبارك المانع، مشاري المجيبل، فهد الصالح            |
| 2014        | لست معاقة                | ريفان كنعان                                                                                      |
| 2016        | عائلة آدم                | عبدالرحمن العقل، سحر حسين، هدى حسين، محمد الصحاف، جواهر، أوس الشطي                               |
| 2016        | عرب تويت                 | محمد المنصور، عبدالناصر درويش، علي الغرير، جاسم الأنصاري، أبوهلال                                |
| 2017        | توتا والقردة شيتا        | هدى حسين، سحر حسين، فرحان العلي، أوس الشطي، محمد الصحاف                                          |

### السينما
| سنة الإنتاج | الفيلم    | بمشاركة                                                             |
| ----------- | --------- | ------------------------------------------------------------------- |
|             |           |                                                                     |
| 2006        | طرب فاشن  | عبد الناصر درويش، حسن البلام، ميساء مغربي                           |
| 2011        | تورا بورا | سعد الفرج، أسمهان توفيق، خالد أمين، عبدالله الزيد، عبدالله الطراروه |

### كمشرف عام
- الخراز.
- الداية.
- عمر الشقا.
- عواطف.

### الغناء
يذكر أن لها عدّة مشاركات في الغناء، ففي بداياتها غنت مقدمة ونهاية مسلسل الكرتون ميمي الصغيرة، وشاركت أيضاً في غناء مجموعة من أغاني البرنامج التعليمي افتح يا وطني أبوابك .
كذلك قدمت أغانٍ عدّة في بعض المسلسلات التي شاركت فيها.
كما أنها وقفت على خشبة المسرح كمطربة ولأول مرة وذلك في مهرجان الدوحة الرابع للأغنية في قطر عام 2005، وقدمت 3 أغاني، وهم غربي هواكم، تبرا حبيبي، حكم البشر.

## روابط خارجية
- منى شداد على موقع IMDb (الإنجليزية)
- منى شداد على موقع قاعدة بيانات الأفلام العربية
- منى شداد على موقع قاعدة بيانات الفيلم (الإنجليزية)
- منى شداد على موقع ليتربوكسد (الإنجليزية)